# Luca Valerio Camerano
Luca Valerio Camerano (Roma, 20 settembre 1963) è un dirigente d'azienda italiano.

## Biografia

### Formazione e primi incarichi professionali
Si laurea nel 1988 in economia e commercio presso la Libera università internazionale studi sociali (LUISS) di Roma e successivamente completa l’Executive Program INSEAD. Lavora inizialmente nell’ambito della ricerca universitaria in materia di mercati finanziari internazionali ed economia internazionale e quindi nel settore del corporate e investment banking all’interno di Citigroup. Nel 2000 passa al gruppo Camuzzi, prima in qualità di direttore strategie e sviluppo e poi come direttore generale di Plenia.

### Carriera nei settori energia, ambiente e infrastrutture
Nel 2002, viene nominato direttore generale di Enel Gas, controllata del gruppo Enel; nel 2006 passa a GDF Suez Energie s.p.a. come amministratore delegato. Nel 2011 ottiene il premio “Manager Utility” della rivista Management delle Utilities, per il contributo alla razionalizzazione nella distribuzione del gas. Nel 2014 diventa amministratore delegato di A2A s.p.a. e nel 2017 gli viene anche affidato l’incarico di direttore generale, ruoli che ricopre fino a maggio 2020. Nel corso del suo mandato, A2A ha raddoppiato la capitalizzazione di borsa e triplicato gli utili. La rivista Forbes ha inserito Camerano tra i 100 top manager più importanti d’Italia. Dal febbraio 2021, è Managing Director in Algebris, a capo della nuova business unit dedicata alla transizione energetica e ambientale.

## Altri incarichi
Luca Valerio Camerano ricopre attualmente anche i seguenti incarichi:
È membro indipendente del Comitato di Indirizzo del Fondo COIMA ESG City Impact Fund, Business Angel per Start Up e Professore presso l’Università Luiss.
In passato è stato: 
- Componente della giunta esecutiva e componente del consiglio direttivo Energia di Utilitalia[17]
- Vicepresidente e componente del consiglio generale e del comitato strategico di Elettricità Futura, associazione legata a Confindustria[18]
- Vicepresidente e componente del consiglio generale del Gruppo Energia di Assolombarda[19]